# Archipelag Año Nuevo
Archipelag Año Nuevo – grupa pięciu skalistych niezamieszkanych wysp, leżących na północ od Wyspy Stanów. Administracyjnie archipelag należy do Argentyny, do departamentu Ushuaia w prowincji Ziemia Ognista, Antarktyda i Wyspy Południowego Atlantyku.
Archipelag składa się z 5 wysp. Największą z nich jest Observatorio. Kolejne wyspsy to Elizalde, Zeballos, Gofré i Gutiérrez. Wraz z Wyspą Stanów należy do obszaru rezerwatu Reserva Natural Silvestre Isla de los Estados y Archipiélago de Año Nuevo, utworzonego w 2016 roku.

## Zabytki
- Na wyspie Observatorio znajduje się latarnia morska, wybudowana w latach 1901-02. Została wpisana na listę zabytków w 1999 roku[3].